# 古市 (大阪市)
古市（ふるいち）は、大阪府大阪市城東区にある町名。現行行政地名は古市一丁目から古市三丁目。

## 地理
城東区の北東部に位置し、西に関目、南に今福東、北に旭区新森、東に鶴見区緑と接している。

### 河川
- 城北川

## 歴史
1973年実施の町名で、旧町名の古市大通、古市北通、古市中通、古市南通のそれぞれ城北川以東をもって成立（同以西は関目の一部となる）。翌1974年に大阪内環状線（現・国道479号）以東が鶴見区緑の一部となる。

## プロムナーデ関目
プロムナーデ関目（プロムナーデせきめ）は、古市3丁目に存在する都市再生機構が運営する住宅団地である。
1956年（昭和31年）に関目第一団地（せきめだいいちだんち）として、1957年（昭和32年）に関目第二団地（せきめだいにだんち）として竣工したが、老朽化により1992年からプロムナーデ関目として建て替えられた。建て替え前の関目第二団地にはダブルスターハウスが存在してたことで知られていた。

## 世帯数と人口
2019年（平成31年）3月31日現在の世帯数と人口は以下の通りである。
| 丁目       | 世帯数    | 人口     |
| ---------- | --------- | -------- |
| 古市一丁目 | 1,305世帯 | 2,421人  |
| 古市二丁目 | 1,857世帯 | 3,892人  |
| 古市三丁目 | 2,449世帯 | 5,303人  |
| 計         | 5,611世帯 | 11,616人 |

### 人口の変遷
国勢調査による人口の推移。
| 1995年（平成7年）  | 10,386人 | [ 5 ] |  |
| 2000年（平成12年） | 10,558人 | [ 6 ] |  |
| 2005年（平成17年） | 10,476人 | [ 7 ] |  |
| 2010年（平成22年） | 11,723人 | [ 8 ] |  |
| 2015年（平成27年） | 11,629人 | [ 9 ] |  |

### 世帯数の変遷
国勢調査による世帯数の推移。
| 1995年（平成7年）  | 4,087世帯 | [ 5 ] |  |
| 2000年（平成12年） | 4,278世帯 | [ 6 ] |  |
| 2005年（平成17年） | 4,342世帯 | [ 7 ] |  |
| 2010年（平成22年） | 4,943世帯 | [ 8 ] |  |
| 2015年（平成27年） | 4,964世帯 | [ 9 ] |  |

## 学区
市立小・中学校に通う場合、学区は以下の通りとなる。なお、小学校・中学校入学時に学校選択制度を導入しており、通学区域以外に城東区の小学校・中学校から選択することも可能。
| 丁目       | 番   | 小学校               | 中学校           |
| ---------- | ---- | -------------------- | ---------------- |
| 古市一丁目 | 全域 | 大阪市立すみれ小学校 | 大阪市立菫中学校 |
| 古市二丁目 | 全域 | 大阪市立すみれ小学校 | 大阪市立菫中学校 |
| 古市三丁目 | 全域 | 大阪市立すみれ小学校 | 大阪市立菫中学校 |

## 事業所
2016年（平成28年）現在の経済センサス調査による事業所数と従業員数は以下の通りである。
| 丁目       | 事業所数  | 従業員数 |
| ---------- | --------- | -------- |
| 古市一丁目 | 105事業所 | 2,749人  |
| 古市二丁目 | 46事業所  | 507人    |
| 古市三丁目 | 116事業所 | 622人    |
| 計         | 267事業所 | 3,878人  |

## 交通

### 鉄道
- 大阪市高速電気軌道
  - 今里筋線 新森古市駅（所在地は旭区新森4丁目であるが、出入口の一部に古市が入っている。）

### 道路
- 国道163号
- 国道479号

## 施設
- 大阪府済生会野江病院
- 大阪信愛学院大学
- 大阪信愛学院短期大学
- 大阪信愛学院
- 大阪産業大学附属高等学校
- 大阪市立菫中学校
- 大阪市立すみれ小学校
- 城東古市三郵便局
- 城東古市郵便局
- 関西スーパー 古市店
- 業務スーパー 城東古市店
- マルヤス 城東店
- 食品館アプロ 城東店

## その他

### 日本郵便
- 〒536-0001[3]（集配局：大阪城東郵便局[13]）